# 機長

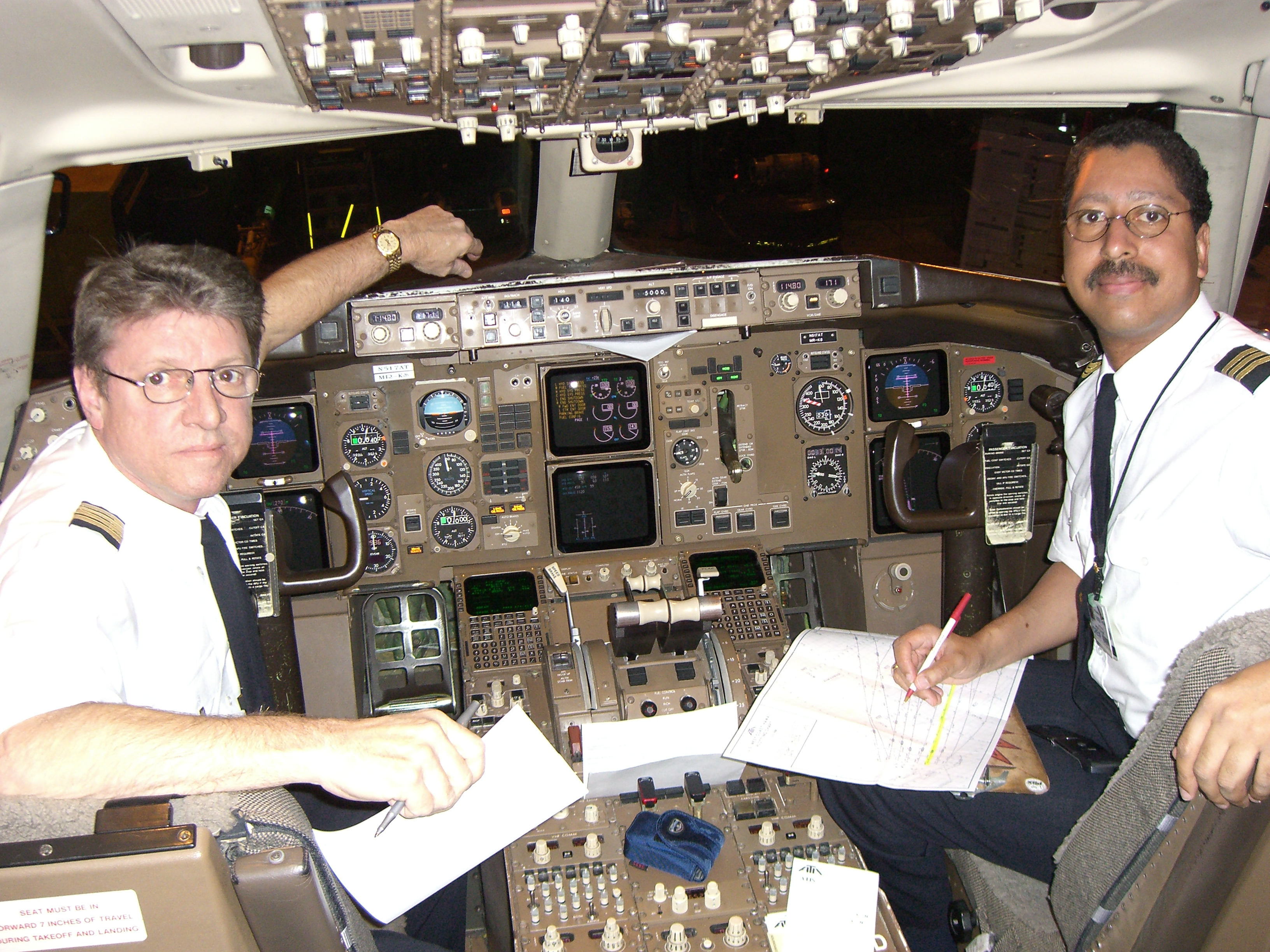
ボーイング757の操縦席。左の人物が機長（ATA航空、2008年）

機長（きちょう、英: pilot in command）は、航空機乗員のうちの最高責任者・管理者である。

## 概要

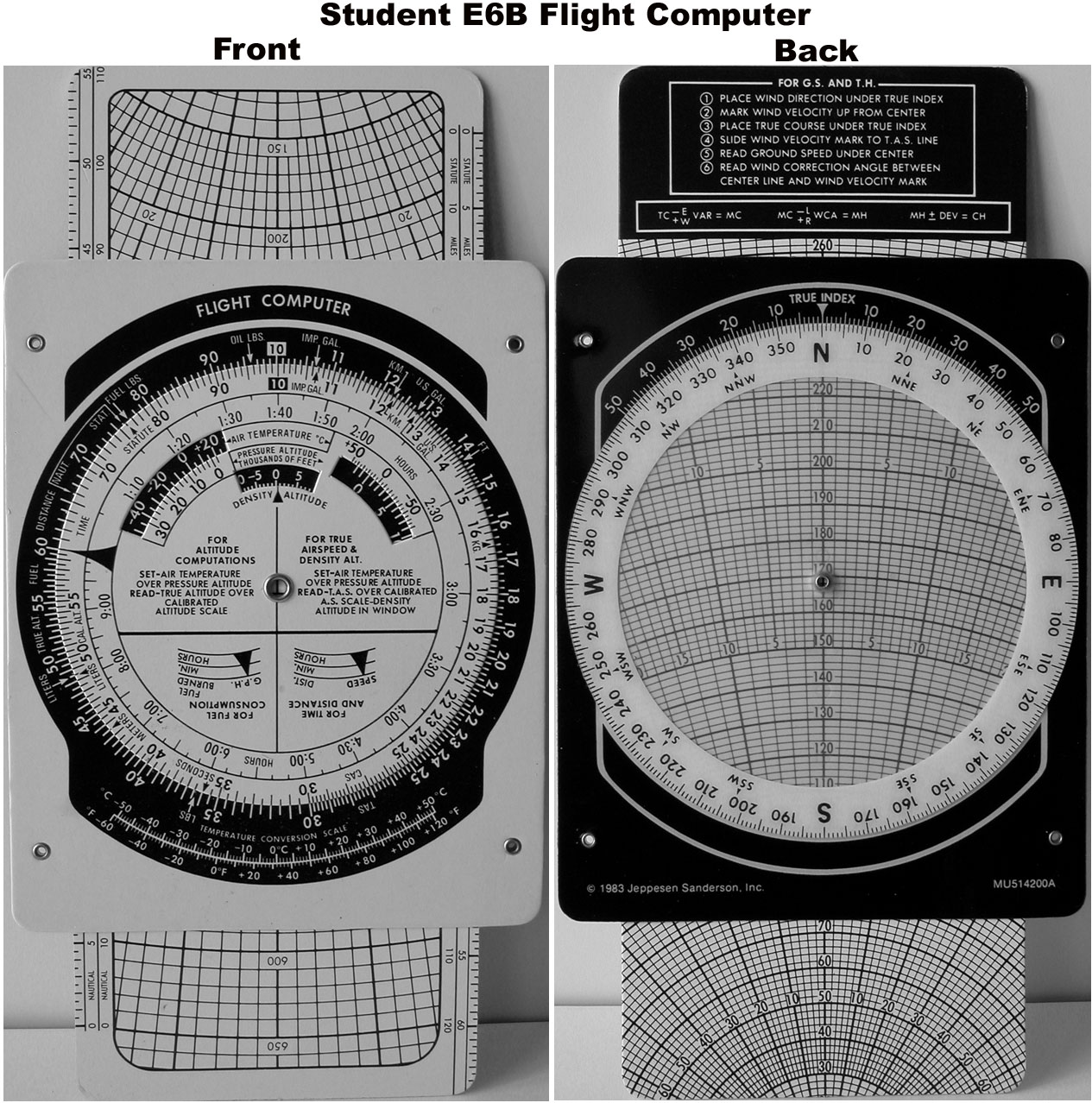
訓練生向けのフライトコンピューター

一般的に機長とは、航空機の機長を指す。操縦、他の乗員に対する命令と指揮、機内における最終責任の3つが主な役目である。
2人で操縦する機体では船舶と同じくキャプテン、PIC（ピーアイシー。Pilot in command の略で指揮操縦士）と呼ばれる。単座機では単に操縦士と呼ばれる。
法的に座席の指定はないが、飛行機では機長（又は昇格審査受験者）が左席、副操縦士（又は昇格審査教官）が右席に着席するのが慣例となっており、計器類も左に機長が座ることを想定した配置の機体が大半である。これは航空機が全世界で船舶と同じ右側通行となっているため、すれ違う際に他の航空機が目視しやすいよう左側に機長席を設定している。ヘリコプターは逆に右が機長席であるが、これは計器盤のスイッチなどを操作する際、スロットルレバーを扱う左手を一時的に離せば済むため。飛行機と異なり、右手は操縦桿を保持し続ける必要があるため（左隣の副操縦士席も配置は全く同じで、スロットルレバーは座席左側に付いている）。
なお船舶の船長席がブリッジの右寄りなのは、帆船時代には舵取り板を右舷船尾に装備していたこと、右舷側の緑灯をいち早く発見する必要があるためである（スターボード艇優先の原則）。
旅客機の機長は旅客船の船長のように航行中に乗客と会話することはないが、機内アナウンスを行うためある程度の社交性も要求される。多くの航空会社ではアナウンスの内容やタイミングに裁量を持たせており、特別な乗客を載せている・珍しい気象現象を知らせるなど工夫を凝らす者も多く、山形和行はユニークな機内アナウンスで有名となった。
日本の場合、旅客機・貨物機の機長の大半は「定期運送用操縦士の免許」を要し、更に技能限定証明（操縦できる機種や路線などが個別に細かく分かれている）も必要となるが、その他のフライトでは、事業用操縦士や自家用操縦士の免許のみでも機長業務を行うことができる。
勤務中に携帯しているトランク（副操縦士も同じ物を持つ）は「フライトケース」または「フライトバッグ」といい、中には免許証（定期運送用操縦士の航空従事者技能証明書、航空身体検査証明書、航空無線通信士の無線従事者免許証、技能限定証明書（研修を終え、審査にも及第し動かせる機種の証明）の4つ。さらに国際線では2008年（平成20年）3月5日から航空英語能力証明書も必要になった）、ファイルに綴じられた航空図、運用する機体に関するマニュアル、社内規定集、通信用のヘッドセット（個人用が貸与されている場合）、フライトログ（飛行履歴記録帳）、手袋やサングラス、パスポートなどが収められている。免許証と証明書、経歴帳以外は、全て勤務先からの貸与品である。さらに、フライトコンピューターを持つ場合もある。フライトケース自体も、一般的なトランクとは構造が違い、操縦席でいつでも参照など出来るよう、鞄同様に立てた状態で開けられるようになっている。グラスコックピットにはマニュアルや航空図を画面に表示出来るものもあるが、故障に備え別途用意する必要があるため、タブレット端末を使い軽量化することが多い。
目的地で一泊する勤務の場合には、これにオーバーナイトバッグ、ステイバッグなどと呼ばれる、着替えや私物を入れた鞄が荷物に加わる。国外では従業員専用の通路で出入国審査や航空保安検査を受けるためパスポートも必要となる。
旅客機の機長を養成するには10年の期間と1億円程の予算が必要となるため、有資格者や経験者は非常に優遇されている。
軍隊では内部資格として操縦士とは別に機長の資格を認定している。海上自衛隊では機長の資格を取得し最初のフライトを終えると、昇格と初任務完遂を祝って基地の隊員からバケツで水をかけられる伝統がある。

## 航空法上の機長
航空法では機長（英訳は pilot in command）と呼び、小型機・大型機等で名称上の違いはない。
自家用飛行でも自家用操縦士が、使用事業でも事業用操縦士が機長となる。
航空運送事業において、操縦に2人を要する航空機の機長は定期運送用操縦士の免許が必要であるが、1人で操縦できる航空機は事業用操縦士であっても機長となれる。
ただし、航空運送事業の機長は単に定期運送用操縦士等の技能証明を受けているだけでは足らず、小型機を除き機長認定が必要である。
責任者として航空機内において大きな権限が与えられており、安全阻害行為を行った乗客に対し拘束や降機の命令ができる。また緊急時ならば航空管制が行われていない状態でも離陸を決定できるなど飛行の判断において高い権限を有する。

## 機長認定
日本の場合、航空運送事業の一定以上の大きさの航空機に乗り組む機長は、必要な知識及び能力を有することについて国土交通大臣の認定を受けなければならない。
機長認定は事業者や型式ごとになされ、初期認定審査と、所定の定期審査及び訓練がある。機長資格を維持するためには審査・訓練を受け続けなければならない。

### 審査
具体的には次の事項に関して審査が行われる。
1. 航空機の運航に関する次の事項に係る知識及び能力
イ　出発前の確認
ロ　航空機の出発及び飛行計画の変更に係る運航管理者の承認
ハ　航空機乗組員及び客室乗務員に対する指揮監督
ニ　安全阻害行為等の抑止の措置、危難の場合の措置その他の航空機の運航における安全管理
2. 通常状態及び異常状態における航空機の操作及び措置
上記の1.に関する審査は路線審査、2.に関する審査は技能審査と呼ばれ、それぞれ個別に行われる。

### アメリカ、他国
米国では基本的に航空会社の社内審査により機長資格を認定しているが、初期審査時には国の運航審査官が同乗する。
その他の国でも概ね、上記と同様の制度が取られている。

## 他の輸送機関の長との違い
現代の航空機は最高指揮者である機長が自ら操縦することが多い。航法装置の発展していなかった時代には大型機の『機長』とは爆撃手や航空士であった。多くの軍隊では副操縦士として経験を積み指揮操縦士へ昇格、その後は機長である航空士や爆撃手になるというキャリアパスが一般的であった。このためノルデン爆撃照準器のように自動操縦装置と連動し、爆撃行程に入ると操縦が爆撃手に移管される照準器も利用されていた。
現代では航法装置やオートパイロットの進化により自動化されたため航空士は民間航空機には乗り組んでおらず、自動化しきれない部分も含めて航法の総合的判断は操縦士が行うのが一般的である。哨戒機や救難機などでは、任務に関する専門的な教育を受けた搭乗員が指揮操縦士と階級が同じ場合、機長扱いになるため『任務機長』とも呼ばれる。また機長ではなくても専門的な判断において指揮操縦士よりも命令優先権がある。海上自衛隊では戦術航空士（哨戒機）や救難航空士（救難機）が任務機長として戦術的な判断を下し、指揮操縦士は任務機長の指示に基づいて航路を設定する。
なお航空機以外では最高指揮者が操縦するとは限らない。
- 船舶
  - 小規模な船舶（ヨット）では『船長』（英: sea captain）が操縦者であることも多い。このように最高責任者と操舵手が兼任の場合、また軍艦の場合は『艇長』（英: skipper）とも称される（英語では区別なくcaptain）。
  - セーリング競技では操舵と最も大きい帆を操作する者がスキッパーと呼ばれる[10]。
  - 大型船の場合、船長は他の乗組員への指示など指揮に専念し、個別の業務は操舵手や航海士などの専門職員が担当している。
  - 漁船では船長ではなく漁労長が責任者。
  - 水先区と呼ばれる水域では船長に代わって水先案内人が船員に直接指示を出す。
- 列車
  - 通常、列車の長は車掌である。ただし、これは業務上の指示命令系統上の取扱いであって、職制上は運転士が上の場合もある。運転指令所からの指示は車掌が受け、それを車内電話や無線で運転士に伝える。ワンマン運転の場合は運転士が長となる。

- 宇宙船
  - 有人宇宙船の場合も最高責任者は船長と呼称するが、英語ではキャプテンではなく司令官（英: Commander(CDR)）である。業務は乗組員の指揮であり、航空機よりも大型船舶の船長に近い。